# 中学校令
中学校令（ちゅうがっこうれい、明治32年2月7日勅令第28号）は、近代日本の中等教育機関のうち、中学校（いわゆる旧制中学校）を規定していた勅令である。

## 歴史
森有礼文部大臣の下、1886年（明治19年）4月10日に、それまでの教育令を廃し、いわゆる「学校令」の一つとして公布された（第一次中学校令、明治19年4月10日勅令第15号）。その後1899年（明治32年）2月7日に全部改正され（第二次中学校令、明治32年2月7日勅令第28号）、1943年（昭和18年）1月21日に公布された中等学校令（昭和18年勅令第36号）によって廃止されるまで、50年以上効力を有した。

## 第一次中学校令
公布日
- 1886年（明治19年）4月10日（明治19年勅令第15号）

概要
- 中学校の性質を「実業に就きたいと思う者または高等の学校に入学したいと思う者に必要な教育を行う場所」とする。
- 編制は中学校を高等中学校と尋常中学校の2等に分ける。
  - 高等中学校
    - 文部大臣が管理し、全国に5校設置する。経費は国庫とその区内における府県の地方税とによって支出することとする。

- 尋常中学校
  - 各府県において設置することができるが、地方費の支出または補助によるものは各府県1ヶ所に限り、区町村費で設置することはできない。（一府県一校設置の原則）
  - 中学校令に基づき、「尋常中学校ノ学科及其程度」が制定され以下のことが規定された。
    - 修業年限を5年とする。5年を1級～5級にわけ、毎級の授業年限を1年とする。
    - 入学資格を12歳以上の中学校予備の小学校またはそのほかの学校の卒業者とする。
    - 学科を倫理以下普通学科目15科目とし、そのうち第二外国語と農業を選択科目とする。また土地の状況・事情によっては文部大臣の認可をうけることによって商業・工業の科を設置することができる。

一部改正
- 1891年（明治24年）12月14日
  - 尋常中学校の設置条件を緩和。
    - 土地の状況により、各府県に数校の尋常中学校を設置することができる。また1校も設置しなくてもよい。
    - 郡市町村においては、区域内の小学校教育の施設上妨げとならない場合に尋常中学校を設置することができる。
    - 尋常中学校に農業・工業・商業等の専修科を設置することができる。

  - 高等女学校を尋常中学校の一種と明文化。

## 第二次中学校令
公布日
- 1899年（明治32年）2月7日（明治32年勅令第28号）

変更点・概要
- 尋常中学校の名称を中学校に改称[1]。
- 目的を「男子に必要な高等普通教育を行うこと」と規定。
- 修業年限を5年とし、1年以内の補習科を設置することができる。
- 入学資格は12歳以上で高等小学校第2学年課程を修了した者とする。
- 設置に関し、各府県に対して「1校以上の中学校を設置しなければならない」として中学校設置を義務づけた。文部大臣が必要と認めた場合府県に中学校の増設を命じることができるようにして、中学校設置に対する積極的姿勢を明らかにした。
- 郡市町村や町村学校組合にも、より容易に中学校設置が認められる。
- 文部大臣の許可を受ければ、1校につき1分校の設置ができる。
- 同日高等女学校令が公布されたため、中学校令より高等女学校の記述（第14条）が除かれる。

結果
- 中学校増設の機会を多くしたことにより、次第に上級学校進学の気運が高められ、中学校の急速な発達が促された。

一部改正
- 1907年（明治40年）7月18日 -「中学校令中改正ノ件」（明治40年勅令280号）
  - 第10条（入学資格） - 義務年限の延長[2]に伴い、12歳以上で尋常小学校卒業者と改める。
- 1919年（大正8年）2月7日 -「中学校令中改正ノ件」（大正8年勅令11号）
  - 中学校設置に関して市町村学校組合を加えて設置の主体を拡張。
  - 中学校に予科を設置することができ、その入学資格を小学校卒業者と同等以上の学カがあると認められる者とする。
  - 1919年（大正8年）3月29日に「中学校令施行規則」を制定し、予科の修業年限を2年とし、その入学資格を10歳以上・尋常小学校4学年修了者とした。中学校入学資格に関して、尋常小学校5年の課程を修了し、学業優秀かつ身体の発育十分で中学校課程を修了できると学校長が証明した者は受験することができるとした。
- 1941年（昭和16年）3月1日 -「中学校令中改正ノ件」（昭和16年勅令第151号）
  - 第10条（入学資格）- 国民学校令（昭和16年勅令第148号）に基づき、尋常小学校を国民学校初等科に改める。